# Trofeul Carpați (handbal feminin) - Ediția a 29-a
Competiția din 1993 reprezintă a 29-a ediție a Trofeului Carpați la handbal feminin pentru senioare, turneu amical organizat anual de Federația Română de Handbal cu începere din 1959. Ediția din 1993, la care au luat parte patru echipe naționale, a fost găzduită de două orașe, Baia Mare și Zalău, și s-a desfășurat între 11-13 noiembrie 1993, în sălile de sport din cele două localități. Prin prisma echipelor invitate, unele publicații au constatat „o participare mai slabă ca de obicei” sau chiar au numit-o „cea mai slabă ediție a Trofeului Carpați”.
Câștigătoarea turneului a fost selecționata A a echipei naționale a României.

## Organizare
Pe 15 octombrie 1993, presa din Zalău a făcut public faptul că „conducerea echipei de handbal Silcotex și patronii ei încearcă organizarea „Trofeului Carpați” la handbal feminin, la Zalău, în colaborare cu echipa Constructorul din Baia Mare”. Conform articolului, turneul ar fi urmat să se desfășoare în perioada 10-14 noiembrie.
În luna noiembrie, presa locală a confirmat că Federația Română de Handbal a fost de acord ca cele două orașe să găzduiască ediția a 29-a a Trofeului Carpați, „ca urmare a bunei comportări a echipei Silcotex în campionatul intern și în competițiile internaționale, dar și a ospitalității recunoscute a Municipiului Zalău”.

## Echipe participante
Inițial, la competiție ar fi trebuit să ia parte două selecționate naționale ale României, plus selecționatele Bulgariei, Poloniei, Țărilor de Jos și Statelor Unite, aceasta din urmă aflându-se într-un turneu de pregătire în Europa pentru campionatul mondial din luna decembrie. Componența turneului a fost schimbată ulterior, fiind anunțate echipele naționale ale României, Macedoniei, Statelor Unite și Ucrainei, însă cea din urmă s-a retras. În consecință, Ucraina a fost înlocuită cu o selecționată B a României, „adunată în pripă, doar cu două zile înainte de începerea competiției”.

### România A
Pentru meciurile ediției din 1993, antrenorii Gheorghe Sbora și Tiberius Milea, selecționerii naționalei de senioare a României, au convocat următorul lot:
| Portari - Mihaela Ciobanu - Elisabeta Roșu - Eugenia Jitaru Extreme stânga - Marilena Doiciu - Gabriela Artene - Sorina Kosinski Intermediari stânga - Lidia Drăgănescu - Lenuța Borș Centri - Nicoleta Câțu | Pivoți - Valentina Cozma - Simona Iovănescu - Corina Șchiopu Intermediari dreapta - Mariana Târcă - Sorina Lefter Extreme dreapta - Emilia Luca - Florica Ivan - Nadina Dumitru |

### România B
Pe data de 8 noiembrie 1993, Gheorghe Tadici a fost numit antrenor principal al selecționatei B a României, avându-l ca antrenor secund pe Ioan Băban. Cei doi tehnicieni au convocat următoarele jucătoare:
| Portari - Mihaela Gureșoaia - Eugenia Jitaru - Mihaela Popovici Extreme stânga - Petronela Melinte Intermediari stânga - Cornelia Săliștean - Corina Ciolacu Centri - Florentina Carcadia - Narcisa Lecușanu | Pivoți - Alina Bidirel - Mihaela Săndică Intermediari dreapta - Steluța Lazăr - Cristina Mihai Extreme dreapta - Mihaela Ciora - Ana Maria Stecz |

## Partide
Înainte de începerea turneului oficial propriu-zis, echipa Silcotex Zalău a susținut un meci amical în compania selecționatei România B, deși anterior se anunțase că formația zălăuană va juca împotriva Statelor Unite. Un alt meci amical a opus selecționata A a României și selecționata Statelor Unite.
Partidele contând pentru clasament s-au desfășurat pe durata a trei zile, între 11-13 noiembrie 1993, astfel: două în Sala Sporturilor Sporturilor din Zalău, pe 11 noiembrie, și patru în Sala „Dacia” din Baia Mare, pe 12 și 13 noiembrie.

### Partide amicale
| 10 noiembrie 1993 16:30 | România B | ? – ? | Silcotex Zalău | Sala Sporturilor, Zalău |
| 10 noiembrie 1993 16:30 | (?–?)     |       |                | Sala Sporturilor, Zalău |
| 10 noiembrie 1993 16:30 |           |       |                | Sala Sporturilor, Zalău |

| 10 noiembrie 1993 18:30 | România A | 33 – 16 | Statele Unite | Sala Sporturilor, Zalău |
| 10 noiembrie 1993 18:30 | (18–7)    |         |               | Sala Sporturilor, Zalău |
| 10 noiembrie 1993 18:30 |           |         |               | Sala Sporturilor, Zalău |

### Partide oficiale
| 11 noiembrie 1993 16:30 | Statele Unite | 23 – 34 | România B | Sala Sporturilor, Zalău |
| 11 noiembrie 1993 16:30 |               | (8–19)  | Lazăr 13  | Sala Sporturilor, Zalău |
| 11 noiembrie 1993 16:30 |               |         |           | Sala Sporturilor, Zalău |

Deschiderea oficială a competiției a avut loc în pauza dintre cele două partide. La festivitate a participat Leontin Badea, prefectul județului Sălaj, iar formațiile coregrafice ale Clubului Copiilor și Elevilor din Zalău, pregătite de profesoara Dolores Corovei, au prezentat un spectacol tematic.
| 11 noiembrie 1993 18:30 | România A | 40 – 15 | Macedonia | Sala Sporturilor, Zalău Arbitri: Klucsó, Lekrinszki |
| 11 noiembrie 1993 18:30 | Lefter 8  | (18–5)  |           | Sala Sporturilor, Zalău Arbitri: Klucsó, Lekrinszki |
| 11 noiembrie 1993 18:30 |           |         |           | Sala Sporturilor, Zalău Arbitri: Klucsó, Lekrinszki |

| 12 noiembrie 1993 | România B | 28 – 17 | Macedonia | Sala „Dacia”, Baia Mare |
| 12 noiembrie 1993 | (12–9)    |         |           | Sala „Dacia”, Baia Mare |
| 12 noiembrie 1993 |           |         |           | Sala „Dacia”, Baia Mare |

| 12 noiembrie 1993 | România A | 37 – 19 | Statele Unite | Sala „Dacia”, Baia Mare |
| 12 noiembrie 1993 | (18–12)   |         |               | Sala „Dacia”, Baia Mare |
| 12 noiembrie 1993 |           |         |               | Sala „Dacia”, Baia Mare |

| 13 noiembrie 1993 | Statele Unite | 16 – 18 | Macedonia | Sala „Dacia”, Baia Mare |
| 13 noiembrie 1993 | (7–7)         |         |           | Sala „Dacia”, Baia Mare |
| 13 noiembrie 1993 |               |         |           | Sala „Dacia”, Baia Mare |

| 13 noiembrie 1993 | România A | 38 – 23 | România B | Sala „Dacia”, Baia Mare |
| 13 noiembrie 1993 | (21–11)   |         |           | Sala „Dacia”, Baia Mare |
| 13 noiembrie 1993 |           |         |           | Sala „Dacia”, Baia Mare |

## Clasament și statistici
| Echipa        | M | V | E | Î | GM  | GP | G   | Pct |
| ------------- | - | - | - | - | --- | -- | --- | --- |
| România A     | 3 | 3 | 0 | 0 | 115 | 57 | +58 | 6   |
| România B     | 3 | 2 | 0 | 1 | 85  | 78 | +7  | 4   |
| Macedonia     | 3 | 1 | 0 | 2 | 50  | 84 | −34 | 2   |
| Statele Unite | 3 | 0 | 0 | 3 | 58  | 89 | −31 | 0   |

| Post                      | Handbalistă     | Echipă        |
| ------------------------- | --------------- | ------------- |
| Cea mai tehnică jucătoare | Valentina Cozma | România A     |
| Golgheter                 | Mariana Târcă   | România A     |
| Cel mai bun portar        | Gordana Naceva  | Macedonia     |
| Miss Trofeu               | Cristina Mihai  | România B     |
| Cupa fair-play            | Statele Unite   | Statele Unite |